# JS Saoura
Jeunesse Sportive de la Saoura  (Arabisch: الشبيبة الرياضية), kortweg JS Saoura of JSS, is een Algerijnse voetbalclub uit  Meridja. De club is opgericht in 2008 en speelt in de Ligue Professionnelle 1.

## Historie
In de seizoenen 2008/09 tot en met 2010/11 wist de club drie keer te promoveren, waardoor het in het seizoen 2011/12 in de tweede divisie van Algerije kwam te spelen. Op 17 april 2012 versloeg JS Saoura SA Mohammadia met 3-1 op de 28e speelronde. Hiermee was promotie naar de Ligue Professionnelle 1 een feit. Sindsdien is de club nooit meer afgezakt naar een lager niveau.
In het seizoen 2018/19 haalde JS Saoura voor het eerst de groepsfase van de Afrikaanse Champions League.

## Erelijst
- Ligue Professionnelle 1

Runner-up (2) : 2015/16, 2017/18
- Ligue Professionnelle 2:

Runner-up (1) : 2011/12
- Ligue Nationale (Groupe Centre-Ouest):

Winnaar (1) : 2010/11
- Ligue Inter-Régions (Groupe Ouest):

Winnaar (1) : 2009/10
- Ligue Régional I (Groupe Bechar):

Winnaar (1) : 2008/09
ASO Chlef ·
CR Belouizdad ·
CS Constantine ·
ES Sétif ·
HB Chelghoum Laïd ·
JS Kabylie ·
JS Saoura ·
MC Alger ·
MC Oran ·
NA Hussein Dey ·
NC Magra ·
Olympique de Médéa ·
Paradou AC ·
RC Arbaâ ·
RC Relizane ·
US Biskra ·
USM Alger ·
WA Tlemcen ·